# 原始印歐語
原始印歐語（英語：Proto-Indo-European, PIE）是後世語言學家根據現時印歐語系諸語的特色，透過比較語言學的方法而所倒推出來的假想語言。這種假想語言被認為是現時印歐語系諸語的共同祖先，使用這個語言的族群為原始印欧人。雖然原始印歐語沒有得到直接證實，但其基本的發音和辭彙都通過比較法重構了出來。
据估测，原始印欧语应于约前4500年至前2500年间作为单种语言通行。即新石器时代晚期至青铜时代早期。根据坟冢假说，印欧语的发源地可能是东欧大草原。对原始印欧语的重构也开辟了研究印欧人文化、宗教的道路。
標準慣例是將未證實的形式用星號標記岀來：*wódr̥（“水”，比較英語的 water）、*ḱwṓ（“狗”，比較英語的 hound）、*tréyes（“三”，陽性，比較今日英語沒有詞性的 three）等。現代印歐語的很多詞都是從這些“原始詞”經過有規律的語音變化發展而來（比如格林定律）。
所有的印歐語都是屈折語，不過很多現代印歐語（包括近代英語），都已經失去了大多數屈折變化。通過比較重建法，有很大可能後期的原始印歐語是屈折語（後綴比前綴多）。然而，經過詞內重建和分析那些重建後看起來最古老詞的各種形態，最近語言學者發現早期原始印歐語很有可能是詞根屈折語，像原始閃米特語一樣。另外早期原始印歐語很有可能是作通型配列混合动静型配列的語言，類似格鲁吉亚语一樣的高加索語言。
其他一些學者認為，高加索語系和印歐語系是最近的近親，尤其是在格鲁吉亚和土耳其使用的西北高加索語言。雖然列出一些事實證據，但這種假設並沒有得到廣泛的認同。

## 發展歷程
从17世纪至18世纪末，印欧语系的概念逐渐成型。最早提出这个假设的是荷兰人 Marcus Zuerius van Boxhorn.  当时的学者发现欧洲的语言虽然跟阿拉伯语、希伯来语有明显区别，却和印度的语言很相近。他们设想印度和欧洲的语言源于同一个的原始语。这种原始语随着年代的变迁，演变成古典语言拉丁语，希腊语，梵语和现代的语言。很多人认为19世纪语言学最显赫的成绩是印欧语的重建。
19世纪初，德国的葆扑是第一个对印欧语进行深入研究的学者，他针对几个主要语言的名词和动词形态进行比较，并且试图探测原始语的形态，但是他始终没有提出语音重建的标准。后来涌现了一批出色的学者，他们依次对印欧语的语音演变进行了精确的研究。

## 音系
|        |        | 唇音 | 舌冠音 | 舌背音 | 舌背音 | 舌背音 | 喉音       |
| 硬腭化 | 正常   | 唇音 | 舌冠音 | 唇音化 |        |        | 喉音       |
| ------ | ------ | ---- | ------ | ------ | ------ | ------ | ---------- |
| 鼻音   | 鼻音   | m    | n      |        |        |        |            |
| 塞音   | 清音   | p    | t      | ḱ      | k      | kʷ     |            |
| 塞音   | 濁音   | b    | d      | ǵ      | g      | gʷ     |            |
| 塞音   | 送氣音 | bʰ   | dʰ     | ǵʰ     | gʰ     | gʷʰ    |            |
| 擦音   | 擦音   |      | s      |        |        |        | h₁, h₂, h₃ |
| 流音   | 流音   |      | r, l   |        |        |        |            |
| 半元音 | 半元音 |      |        | j      |        | w      |            |

- 短元音 a, e, i, o, u。
- 長元音 ā, ē, ō; 有時用冒號 (:) 替代長音號來指示元音長度 (a:, e:, o:)。
- 雙元音 ai, au, āi, āu, ei, eu, ēi, ēu, oi, ou, ōi, ōu
- 輔音音位的元音同位異音: u, i, r̥, l̥, m̥, n̥。
- 其他長元音可能已經通過補償延長出現在原始語言中: ī, ū, r̥̄, l̥̄, m̥̄, n̥̄。
- 音位 h₁, h₂, h₃ 和普適符號 H(或 ə₁, ə₂, ə₃ 和 ə) 表示了三個“喉音”音位：中性喉音、a-音色喉音和 o-音色喉音。

## 原始印欧语的重建
用比較法和内部重建只能重建出语言的一部分特征，主要是语音系统、词汇和构词法。最近也有人试图发现印欧语系古语言在句法和写诗技巧上的共同点，但是曾未获得理想的结果。
因为重建形式只是一种假设，不能确定其实际的发音，必须在所有重建形式之前加个*符号，来和实际的语言形式区分开来。
例如，在原始印欧语中，“太阳”被重建成 *sắṷel- 或者 *sāṷol-、 *suṷél-、*sṷel-、*sūl-、等等。
在不同的语言中，这个原始形式演变成许多迥然不同的形式：
- 阿維斯陀語 (Avestan)：huuarǝ
- 梵語：
  - 《吠陀经》：svàr स्व॑र्, súvar सुव॑र्, sū́rya- सूर्य॑
  - 古典：sū́ra- सूर॑
- 哥特语：sauil 𐍃𐌰𐌿𐌹𐌻, sunnō 𐍃𐌿𐌽𐌽𐍉
- 古英语：sunne、英语：sun
- 古德语：sunna、德语：Sonne
- 荷兰语：zon
- 冰岛语：sól
- 丹麦语、挪威语、瑞典语：sol
- 希腊语：
  - 荷马史诗：ἡέλιος hēélios 和 ἠέλιος ēélios
  - 克里特方言、旁非利亞方言: ἀβέλιος abélios
  - 阿提卡方言：ἥλιος hḗlios
  - 书面多利安方言：ἀέλιος haélios 和 ἅλιος hálios
  - 阿卡迪亚方言：ἀέλιος aélios
  - 列斯堡方言：ἀϝέλιος awélios
- 立陶宛语：sáulė
- 古斯拉夫语：slǔnǐce слъньце
- 俄语：solnce солнце
- 波兰语：słońce
- 捷克语：slunce
- 南斯拉夫语：sunce сунце
- 古爱尔兰语：súil “眼睛”
- 威尔士语：haul
- 布列塔尼语：heol
- 拉丁语：sōl：
  - 西班牙语、加泰罗尼亚语、葡萄牙语：sol
  - 意大利语：sole
  - 奥克语 (奥弗涅方言 Auvergne)：solèlh, soleu (郎多克语), 法语：soleil (来自拉丁文 soliculum)
  - 罗马尼亚语：soare
- 卢维亚语 (Luwian)：seḫuu̯al(a)

## 主要定律
通用：
- 格拉斯曼定律

日耳曼語族：
- 格里姆定律
- 维尔纳定律

### 引用
1. ↑  Powell, Eric A. . Archaeology.   [2017-07-30]. （原始内容存档于2021-02-12）.
2. ↑  Fortson, Benjamin W. . Malden, Mass: Blackwell. 2004: 16. ISBN 1405103159. OCLC 54529041.

### 導引工作
- Beekes, Robert SP, , Amsterdam: John Benjamins, 1995, ISBN 90-272-2150-2 (Europe), ISBN 978-1-55619-504-4 (US)
- Clackson, James, , Cambridge Textbooks in Linguistics, Cambridge: Cambridge University Press, 2007, ISBN 0-521-65313-4
- Fortson, Benjamin W., IV, , Blackwell Publishing, 2004, ISBN 1-4051-0316-7.
- Lehmann, Winfred,  new, Routledge, 1996 [1993], ISBN 0-415-13850-7
- Mallory, JP; Adams, DQ, , Oxford: Oxford University Press, 2006, ISBN 9780199296682
- Meier-Brügger, Michael, , New York: de Gruyter, 2003, ISBN 3-11-017433-2
- Szemerényi, Oswald, , Oxford, 1996

### 原始印歐語的主要技術手冊M
- Mayrhofer, Manfred, , Heidelberg: Winter, 1986
- Pokorny, Julius,  5, Francke, 2005-12-01, ISBN 3-7720-0947-6
- Rix, Helmut,  2, Dr. Ludwig Reichert Verlag, 2001, ISBN 3-89500-219-4

### 對延續語言和原始印歐語主要技術工作
- Ringe, Don, , Oxford University Press, 2006, ISBN 978-0-19-955229-0
- Sihler, Andrew L, , Oxford: Oxford University Press, 1995, ISBN 0-19-508345-8

### 在延續語言等主要技術工程
- Buck, Carl Darling. . Chicago: University of Chicago Press. 1933. ISBN 0-226-07931-7.
- Hoffner, Harry A.,  Jr.; Melchert, H. Craig. . Eisenbrauns. 2008. ISBN 1-57506-119-8.
- Thurneysen, Rudolf.  Rev Enl Re. Colton Book Imports. 1990. ISBN 1-85500-161-6.
- Whitney, William Dwight. . Harvard University Press. 1889. ISBN 0-486-43136-3. (India ISBN 978-81-208-0621-4)

### 其它
- Bouckaert, Remco; Lemey, Philippe; Dunn, Michael; Greenhill, Simon J.; Alekseyenko, Alexander V.; Drummond, Alexei J.; Gray, Russell D.; Suchard, Marc A.; Atkinson, Quentin D. . Science. 2012-08-24, 337 (6097): 957–960  [2021-12-29]. ISSN 0036-8075. PMC 4112997 . PMID 22923579. doi:10.1126/science.1219669. （原始内容存档于2022-03-23） （英语）.
- Gamkrelidze, Thomas V.; Ivanov, V. V. . Scientific American. 1990-03, 262 (3): 110–116  [2021-12-29]. ISSN 0036-8733. doi:10.1038/scientificamerican0390-110. （原始内容存档于2022-03-09）.
- Lehmann, Winfred P; Zgusta, L. . Brogyanyi, B  (编). . Amsterdam: 455–66. 1979.
- Mallory, JP. . London: Thames & Hudson. 1989. ISBN 0-500-27616-1.
- Remys, Edmund. .  112. Berlin, New York: Walter de Gruyter. 2007.
- Renfrew, Colin. . London: Jonathan Cape. 1987. ISBN 0-224-02495-7.